# Посадження на палю

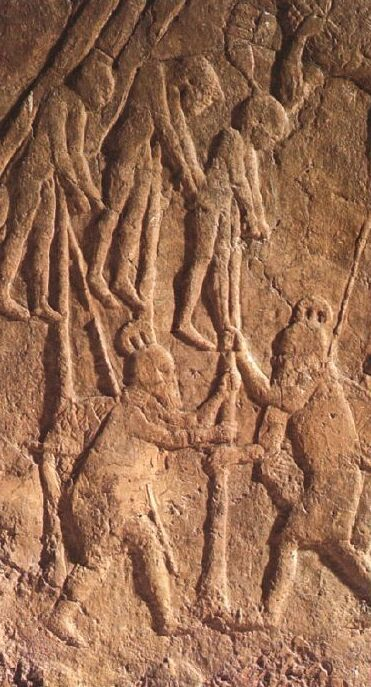
Посаджені на палі (асирійський рельєф)

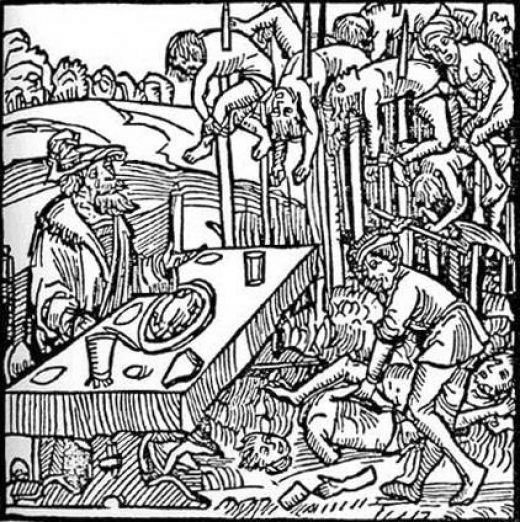
Посаджені на палі

Посадження на палю — вид смертної кари, при якій засуджених насаджували на вертикальний загострений кіл (палю). Здебільшого жертву насаджували на палю на землі, в горизонтальному положенні, а потім її встановлювали вертикально. Іноді жертву насаджували на вже поставлений кіл.

## Історія

### Стародавній світ
Посадження на палі широко застосовувалося ще в Давньому Єгипті і на Близькому Сході. Перші згадки належать до початку II тисячоліття до н. е. Особливе поширення страта отримала в Ассирії, де посадження на палю було звичайним покаранням для жителів збунтованих міст, тому в повчальних цілях сцени цієї страти часто зображувалися на барельєфах. Застосовувалася ця страта за ассирійським правом і як покарання жінок за аборт (розглядався як варіант дітовбивства), а також за ряд особливо тяжких злочинів. На ассирійських рельєфах зустрічаються два варіанти: при одному з них засудженому протикали колом груди, за іншого вістря кола входило в тіло знизу, через анус. Страта широко застосовувалася в Середземномор'ї і на території Близького Сходу щонайменше з початку II тисячоліття до н. е. Відома вона була і римлянам, хоча особливого поширення в Стародавньому Римі не отримала.

### Середньовіччя
Протягом великої частини середньовічної історії страта через посадження на палю була дуже поширеною на Близькому Сході — один з основних способів болісної страти.
Посадження на палю було досить поширене в Візантії, наприклад, Велізарій придушував заколоти солдатів, саджаючи призвідників на палю.
За легендою, особливою жорстокістю відзначився румунський правитель Влад Цепеш (рум. Vlad Ţepeş — Влад Наштрикувач, Влад Кололюб). За його вказівкою жертв насаджували на товстий кіл, у якого верх був закруглений і змащений олією. Кіл вводився у вагіну (жертва вмирала практично протягом кількох хвилин від рясної маткової кровотечі) або анус (смерть наставала від розриву прямої кишки і перитоніту, людина вмирала протягом кількох днів у страшних муках) на глибину кількох десятків сантиметрів, потім кіл встановлювався вертикально. Жертва під впливом ваги свого тіла повільно сповзала палею вниз, причому смерть часом наставала лише через кілька днів, оскільки округлений кіл не пронизував життєво важливі органи, а лише входив все глибше в тіло. У деяких випадках на палі встановлювалася горизонтальна поперечина, яка не давала тілу сповзати надто низько і гарантувала, що кіл не дійде до серця та інших важливих органів. У такому випадку смерть від втрати крові наставала дуже нескоро. Звичайний варіант кари також був дуже болісним і жертви корчилися на палях по кілька годин.
Кровожерну витонченість волоського воєводи європейці часом сприймали як якусь східну екзотику, недоречну у «цивілізованій» державі. Наприклад, коли Джон Тіптофт, граф Вустер, ймовірно, наслухавшись під час дипломатичної служби при папському дворі про ефективні «дракулічні» методи, став саджати на палі лінкольнширських бунтівників в 1470, його самого стратили за — як стверджував вирок — вчинки, «противні законам даної країни».

### Новий час
Тим не менш, посадження на палю іноді застосовувалося і в країнах Європи. У Швеції XVII століття воно використовувалося для масових страт членів опору в колишніх данських провінціях на півдні країни (Сканія). Як правило, шведи встромляли кіл між хребтом і шкірою жертви, і муки могли тривати до чотирьох-п'яти днів, поки не наставала смерть.
Посадження на палю до XVIII століття застосовувалося на території Речі Посполитої, а також у країнах і володіннях, що входили до складу Османської імперії.
Іспанські конкістадори посадженням на палю стратили вождя араукаів Кауполікана. Іспанська ж інквізиція не застосовувала посадження на палю ні як знаряддя тортур, ні як знаряддя страти.
В Московії широко застосовувалася при Івані Грозному. У Королівстві Польському та Речі Посполитій — під час козацьких, селянських повстань, Хмельниччини.
За свідченнями сучасників Петра I, зокрема австрійського посланника О. А. Плейєра, саме таким способом розправився російський імператор з Стєпаном Глєбовим — коханцем своєї засланої в монастир дружини Євдокії. 15 березня 1718 змученого тортурами Глєбова привезли на Красну площу, заповнену натовпом. Три години дня. Тридцятиградусний мороз. Петро І приїхав в опалюваній кареті і зупинився неподалік від місця страти. Поруч стояв віз, на якому сиділа опальна Євдокія. Її охороняли два солдати, в обов'язки яких входило ще й наступне: вони повинні були тримати колишню государиню за голову і не давати їй закривати очі. Посеред помосту стирчав кіл, на який і посадили роздягненого догола Ґлєбова. Після чого Петро I наказав надіти на страчуваного кожух і шапку, щоб той завчасно не помер від холоду.
Схожа страта мала неабияку популярність в Південній Африці. Зулуси використовували кару для воїнів, що провалили виконання своїх завдань або продемонстрували боягузтво, а також для відьом, чари яких погрожували правителю і єдиноплемінникам. У зулуському варіанті страти жертву ставили на коліна і потім забивали їй у задній прохід кілька палиць довжиною 30-40 см. Після цього жертву залишали помирати у савані.